# Liste des particules
Cet article est une liste des particules en physique des particules, incluant les particules élémentaires actuellement connues et hypothétiques, ainsi que les particules composites qui peuvent être construites à partir d'elles.

## Particules élémentaires
Une particule élémentaire est une particule ne possédant aucune structure interne mesurable, c’est-à-dire qu'elle n'est pas composée d'autres particules. Il s'agit des objets fondamentaux de la théorie quantique des champs. 
Les particules élémentaires peuvent être classées selon leur spin : 
- les fermions, possédant un spin demi-entier, constituent la matière de l'univers;
- les bosons, possédant un spin entier, donnent naissance aux forces agissant entre les particules de matière. Ils sont aussi appelés "particules support de force" ou "particules virtuelles"[1].

### Modèle standard
Le modèle standard décrit l'état actuel des connaissances des particules élémentaires. Toutes les particules du modèle standard ont été observées de manière certaine. Le boson de Higgs fut découvert au Cern en 2012. La découverte de cette particule responsable de la masse de l'univers représente une confirmation forte du modèle standard. 

#### Fermions (spin demi-entier)

Structure du proton : 2 quarks up et un quark down.

Les fermions possèdent un spin demi-entier ; pour tous les fermions élémentaires connus, il s’agit de ½. Chaque fermion possède sa propre antiparticule distincte. Les fermions sont les briques de base de la matière. Ils sont classés suivant qu’ils interagissent par l’intermédiaire de l’interaction forte ou pas. Selon le modèle standard, il existe douze saveurs de fermions élémentaires : six quarks et six leptons.
- Les quarks interagissent par l’intermédiaire de l’interaction forte. Leurs antiparticules respectives sont les antiquarks. Il existe six saveurs de quarks :

| Génération | Nom / Saveur | Nom / Saveur      | Charge électrique (e) | Masse (MeV)     | Antiquark    | Antiquark                       |
| ---------- | ------------ | ----------------- | --------------------- | --------------- | ------------ | ------------------------------- |
| 1          | Up           | {\displaystyle u} | +2/3                  | 1,5 à 4         | Anti-up      | {\displaystyle {\overline {u}}} |
| 1          | Down         | {\displaystyle d} | −1/3                  | 4 à 8           | Anti-down    | {\displaystyle {\overline {d}}} |
| 2          | Strange      | {\displaystyle s} | −1/3                  | 80 à 130        | Anti-strange | {\displaystyle {\overline {s}}} |
| 2          | Charm        | {\displaystyle c} | +2/3                  | 1 150 à 1 350   | Anti-charm   | {\displaystyle {\overline {c}}} |
| 3          | Bottom       | {\displaystyle b} | −1/3                  | 4 100 à 4 400   | Anti-bottom  | {\displaystyle {\overline {b}}} |
| 3          | Top          | {\displaystyle t} | +2/3                  | 170 900 ± 1 800 | Anti-top     | {\displaystyle {\overline {t}}} |
- Les leptons n’interagissent pas par l’intermédiaire de l’interaction forte. Leurs antiparticules respectives sont les antileptons (même si l’antiparticule de l’électron est appelée positron ou positon pour des raisons historiques). Il existe six saveurs de leptons :

| Lepton chargé / antiparticule | Lepton chargé / antiparticule           | Lepton chargé / antiparticule | Lepton chargé / antiparticule | Neutrino / antineutrino                           | Neutrino / antineutrino                                     | Neutrino / antineutrino | Neutrino / antineutrino |
| Nom                           | Symbole                                 | Charge électrique (e)         | Masse (MeV)                   | Nom                                               | Symbole                                                     | Charge électrique (e)   | Masse (MeV)             |
| ----------------------------- | --------------------------------------- | ----------------------------- | ----------------------------- | ------------------------------------------------- | ----------------------------------------------------------- | ----------------------- | ----------------------- |
| Électron / Positron           | {\displaystyle e^{-}\,/\,e^{+}}         | −1 / +1                       | 0,511                         | Neutrino électronique / antineutrino électronique | {\displaystyle \nu _{e}\,/\,{\overline {\nu }}_{e}}         | 0                       | < 0,0000022 [3]         |
| Muon / Antimuon               | {\displaystyle \mu ^{-}\,/\,\mu ^{+}}   | −1 / +1                       | 105,7                         | Neutrino muonique / antineutrino muonique         | {\displaystyle \nu _{\mu }\,/\,{\overline {\nu }}_{\mu }}   | 0                       | < 0,17 [3]              |
| Tauon / Antitauon             | {\displaystyle \tau ^{-}\,/\,\tau ^{+}} | −1 / +1                       | 1 777                         | Neutrino tauique / antineutrino tauique           | {\displaystyle \nu _{\tau }\,/\,{\overline {\nu }}_{\tau }} | 0                       | < 15,5 [3]              |
Note : on sait que les masses des neutrinos ne sont pas nulles à cause de l’effet d’oscillation, mais elles sont suffisamment faibles pour ne pas avoir été mesurées directement en 2006.

#### Bosons (spin entier)
Les bosons possèdent un spin entier. Les interactions élémentaires sont transmises par les bosons de jauge et leur masse est théoriquement créée par le boson de Higgs. Selon le modèle standard, les bosons élémentaires sont :
| Nom    | Charge (e) | Spin | Masse (GeV) | Interaction          |
| ------ | ---------- | ---- | ----------- | -------------------- |
| Photon | 0          | 1    | 0           | Électromagnétisme    |
| W±     | ±1         | 1    | 80,4        | Interaction faible   |
| Z0     | 0          | 1    | 91,2        | Interaction faible   |
| Gluon  | 0          | 1    | 0           | Interaction forte    |
| Higgs  | 0          | 0    | >115        | Interaction de masse |
Le boson de Higgs (de spin nul) est prédit par la théorie électrofaible. Le 4 juillet 2012, le CERN a annoncé que des signaux pouvant correspondre au boson de Higgs, avaient été trouvés dans deux expériences indépendantes. Dans le mécanisme de Higgs du modèle standard, le boson de Higgs est créé par une brisure spontanée de symétrie du champ de Higgs. La masse intrinsèque des particules élémentaires (tout particulièrement celle des bosons W et Z) est expliquée par leur interaction avec ce champ.

### Particules hypothétiques
- Les théories supersymétriques prédisent l'existence de plus de particules, aucune n'ayant été confirmée expérimentalement en 2024 :
  - la supersymétrie associe à chaque fermion un boson, et réciproquement :
    - les sfermions, bosons superpartenaires des fermions :
      - les squarks, bosons superpartenaires des quarks :
        - le squark sup pour le quark up ;
        - le squark sdown pour le quark down ;
        - le squark sstrange pour le quark strange ;
        - le squark scharm pour le quark charm ;
        - le squark stop pour le quark top. Il est supposé léger et est souvent l'objet de recherches expérimentales ;
        - le squark sbottom pour le quark bottom ;

      - les sleptons, bosons superpartenaires des leptons :
        - le sélectron, boson superpartenaire de l'électron ;
        - le smuon, boson superpartenaire du muon ;
        - le stau, boson superpartenaire du tau ;
        - les sneutrinos électronique, muonique et tauique, bosons superpartenaires des neutrinos électronique, muonique et tauique ;

    - les bosinos, fermions superpartenaires des bosons :
      - les jauginos, fermions superpartenaires des bosons de jauge :
        - le photino, fermion superpartenaire du photon ;
        - le gluino, fermion superpartenaire du gluon ;
        - le wino, fermion superpartenaire du boson W. Le wino serait le seul chargino, c'est-à-dire le seul superpartenaire d'un boson chargé électriquement ;
        - le xino, fermion superpartenaire du boson X ;
        - le yino, fermion superpartenaire du boson Y ;
        - le zino, fermion superpartenaire du boson Z ;

      - le higgsino, fermion superpartenaire du boson de Higgs ;

  - le neutralino (spin ½), qui est une superposition du photino (superpartenaire du photon), du zino (superpartenaire du boson Z) et du higgsino (superpartenaire du boson de Higgs). Il s'agit du principal candidat pour la matière noire ;
  - le gravitino (spin 3/2) serait le superpartenaire du graviton dans les théories de la supergravité.
- D'autres théories prédisent l'existence de particules additionnelles, notamment de nouveaux bosons :
  - le graviton (spin 2) a été proposé comme vecteur de la gravitation dans les théories de gravitation quantique ;
  - le graviscalaire (spin 0) ;
  - l'axion (spin 0) est une particule pseudo-scalaire introduite par la théorie de Peccei-Quinn afin de résoudre le problème de l'absence de violation de la symétrie CP dans la chromodynamique quantique ;
  - le saxion (spin 0) et l'axino (spin 1/2) forment avec l'axion un super-multiplet dans les extensions supersymétriques  de la théorie de Peccei-Quinn ;
  - le boson X et le boson Y, prédits par les théories de grande unification comme des équivalents plus massifs des bosons W et Z ;
  - le photon magnétique ;
  - le monopôle magnétique est le nom général de particules possédant une charge magnétique non nulle ; elles sont prédites par certaines théories de grande unification ;
  - le tachyon est une particule hypothétique qui voyage plus rapidement que la vitesse de la lumière et possède une masse au repos imaginaire ;
  - le préon serait une sous-structure théorique des quarks et des leptons, mais les accélérateurs de particules n'ont pas prouvé son existence ;
  - les flavons sont des bosons hypothétiques, dont les champs de Higgs associés seraient à l'origine de la brisure de symétrie de saveur ; certaines théories en font des particules-clés pour expliquer l'inflation cosmique et constituer la matière noire.

## Particules composites

### Hadrons
Les hadrons sont des particules composites utilisant l'interaction forte. S'il s'agit d'une famille composée de :
- mésons, particules composées de 2 quarks,
- baryons, particules composées de 3 quarks,
- tétraquarks, particules composées de 4 quarks,
- pentaquarks, particules composées de 5 quarks,

Le modèle des quarks, proposé en 1964 par Murray Gell-Mann et George Zweig (de façon indépendante), décrit les hadrons comme composés de quarks et d'antiquarks de valence, liés par l'interaction forte, laquelle est transmise par des gluons. Une « mer » de paires quark-antiquark virtuelles est également présente dans chaque hadron.

#### Mésons

Des mésons de spin 0 forment un nonuplet

Pour une liste détaillée, voir Méson.
Les mésons ordinaires contiennent un quark de valence et un antiquark de valence, et incluent le pion, le kaon, le méson J/Ψ. Dans les modèles d'hadrodynamique quantique, l'interaction forte entre nucléons est transmise par des mésons.
Des mésons exotiques pourraient exister. Leur signature a été détectée, mais leur existence est toujours incertaine :
- La boule de glu est formée de gluons liés et ne possède aucun quark de valence.
- Les hybrides sont formés de un ou plusieurs quarks ou antiquarks de valence et d'un ou plusieurs gluons.

#### Baryons

Une combinaison de trois quarks u, d ou s avec un spin total de 3/2 forme un décuplet baryonique.

Pour une liste détaillée, voir Baryon.
Les baryons ordinaires contiennent trois quarks ou antiquarks de valence :
- Les nucléons sont les composants fermioniques des noyaux atomiques standards :
  - Proton
  - Neutron
- Les hypérons tels les particules Λ, Σ, Ξ et Ω, qui contiennent un ou plusieurs quarks strange, ont une durée de vie courte et sont plus massifs que les nucléons.
- Quelques baryons comportant des quarks charm et bottom ont été observés.

### Noyaux atomiques
Le noyau atomique est formé de protons et de neutrons. Chaque type de noyau contient un nombre spécifique de ces deux particules et est appelé un isotope.

### Atomes
Les atomes sont les plus petites particules neutres du point de vue des réactions chimiques. Un atome est constitué d'un noyau atomique entouré d'un nuage électronique (ou cortège électronique). Le noyau est composé de nucléons, c'est-à-dire de protons et de neutrons. Le nuage électronique est composé d'autant d'électrons, répartis autour du noyau selon les règles de la mécanique quantique, que le noyau a de protons. Chaque type d'atome correspond à un élément chimique spécifique, associé à un nombre précis de protons, appelé numéro atomique.

### Molécules
Les molécules sont les plus petites particules en lesquelles une substance non élémentaire peut être divisée tout en conservant ses propriétés physiques. Les molécules sont des composés de plusieurs atomes.

## Matière condensée
Les équations de champ de la physique de la matière condensée sont remarquablement similaires à celles de la physique des particules. En conséquence, la plus grande part de la physique des particules s'applique à la matière condensée ; en particulier, certaines excitations de champs appelée quasi-particules peuvent être créées et étudiées :
- Les phonons sont des modes vibratoires à l'intérieur d'une structure cristalline.
- Les excitons sont des états liés d'un électron et d'un trou.
- Les plasmons sont des excitations cohérentes d'un plasma.
- Les polaritons sont des mélanges de photons et d'autres quasi-particules.
- Les polarons sont des quasi-particules chargées et en déplacement, entourées d'ions dans un matériau.
- Les magnons sont des excitations cohérentes des spins d'électrons dans un matériau.

## Autres
- Un goldstino est un fermion de Goldstone produit par la brisure spontanée de la supersymétrie

## Catégorisation par vitesse
- Un bradyon (ou tardyon) est une particule qui se déplace dans l'espace moins vite que la   lumière. Un bradyon possède une masse strictement positive.
- Un luxon est une particule qui se déplace dans l'espace à la vitesse de la lumière. Un luxon possède une masse nulle.
- Un tachyon est une particule hypothétique qui se déplacerait plus vite que la lumière et possèderait de ce fait une masse imaginaire. L'existence de tachyons poserait de nombreux problèmes conceptuels : par exemple, il existerait des tachyons d'énergie nulle, qui pourraient être émis en paires au sein du vide.